# Kaoru Išikawa
Kaoru Išikawa (石川馨 Ishikawa Kaoru) (13. července 1915 – 16. dubna 1989) byl japonský univerzitní profesor a významný inovátor v oblasti řízení kvality. Nejvíce znám je díky jeho diagramu příčin a následků známým též jako diagram rybí kosti (fishbone diagram), který se používá při analýze výrobního procesu.